# Comuna Potlogi, Dâmbovița
Potlogi este o comună în județul Dâmbovița, Muntenia, România, formată din satele Pitaru, Podu Cristinii, Potlogi (reședința), Românești și Vlăsceni.

## Așezare
Comuna se află în extremitatea sudică a județului, în zona de câmpie, pe malul stâng al Argeșului. Satul său de reședință este locul de intersecție a mai multor drumuri județene: DJ401C care leagă Titu de Bolintin-Vale, DJ711A între Corbii Mari și Răcari, și DJ711D care leagă Potlogi de Lungulețu.

## Demografie
Componența etnică a comunei Potlogi
     Români (56,84%)
     Romi (32,53%)
     Alte etnii (0,11%)
     Necunoscută (10,52%)
Componența confesională a comunei Potlogi
     Ortodocși (85,1%)
     Penticostali (3,12%)
     Alte religii (1,01%)
     Necunoscută (10,77%)
Conform recensământului efectuat în 2021, populația comunei Potlogi se ridică la 8.739 de locuitori, în scădere față de recensământul anterior din 2011, când fuseseră înregistrați 8.981 de locuitori. Majoritatea locuitorilor sunt români (56,84%), cu o minoritate de romi (32,53%), iar pentru 10,52% nu se cunoaște apartenența etnică. Din punct de vedere confesional, majoritatea locuitorilor sunt ortodocși (85,1%), cu o minoritate de penticostali (3,12%), iar pentru 10,77% nu se cunoaște apartenența confesională.

## Politică și administrație
Comuna Potlogi este administrată de un primar și un consiliu local compus din 15 consilieri. Primarul, Viorel Drăghici[*], de la Partidul Social Democrat, este în funcție din 1 noiembrie 2024. Începând cu alegerile locale din 2024, consiliul local are următoarea componență pe partide politice:
|  | Partid                    | Consilieri | Componența Consiliului | Componența Consiliului | Componența Consiliului | Componența Consiliului | Componența Consiliului | Componența Consiliului | Componența Consiliului | Componența Consiliului | Componența Consiliului | Componența Consiliului | Componența Consiliului | Componența Consiliului | Componența Consiliului |
|  | ------------------------- | ---------- | ---------------------- | ---------------------- | ---------------------- | ---------------------- | ---------------------- | ---------------------- | ---------------------- | ---------------------- | ---------------------- | ---------------------- | ---------------------- | ---------------------- | ---------------------- |
|  | Partidul Social Democrat  | 13         |                        |                        |                        |                        |                        |                        |                        |                        |                        |                        |                        |                        |                        |
|  | Partidul Național Liberal | 2          |                        |                        |                        |                        |                        |                        |                        |                        |                        |                        |                        |                        |                        |

## Istorie
Localitatea Potlogi este una relativ veche, numele acesteia trăgandu-se de la cuvantul vechi "potlog", care desemna o bucată de piele naturală, folosită de cizmari la căptușirea încălțămintelor din piele. Localitatea este atestată documentar în hrisovul din data de 6 februarie 1580, în cadrul secolelor XVII-XVIII aceasta având o situație privilegiată.
La sfârșitul secolului al XIX-lea, pe actualul teritoriu al comunei Potlogi funcționau în plasa Bolintinu a județului Dâmbovița comunele rurale Potlogi Rurali, Românești și Văcăreștii de Răstoacă și comuna urbană Potlogi Urbani. Comuna Potlogi Rurali era formată din satele Vlășteni și Potlogi-Rurali, cu o populație de 2482 locuitori. Aici funcționau două biserici, o moară cu aburi și o școală mixtă. Potlogi Urbani era o comună urbană (oraș) în decădere, având doar 309 locuitori și 3 străzi, ea fiind locul unde se aflau ruinele palatului brâncovenesc. Comuna Românești avea în compunere doar satul de reședință cu 1500 de locuitori, o școală și o biserică. Comuna Văcăreștii de Răstoacă avea în satele Pitaru, Strâmbeanu și Moara Crovului, 800 de locuitori, două biserici, o școală și o moară de apă pe pârâul Șuța.
În 1925, Anuarul Socec nu mai consemnează comuna urbană Potlogi Urbani, ea fiind inclusă în comuna rurală Potlogi, formată doar din satul de reședință cu 5200 de locuitori, și aflată în plasa Ghergani a aceluiași județ. Tot în plasa Ghergani se afla și comuna Românești, cu 2318 locuitori în unicul său sat; comuna Văcăreștii de Răstoacă, cu satele Strâmbeanu, Văcăreștii de Răstoacă și Moara Crovului făcea parte din plasa Titu și avea 1256 de locuitori. Această din urmă comună a primit în 1931 denumirea de Pitaru, ca și satul ei de reședință.
În 1950, comunele au fost incluse în plasa Titu a regiunii București. În 1964, satul Strâmbeanu din comuna Pitaru a primit denumirea de Nucești. În aceeași perioadă, satul Moara Crovului din comuna Pitaru a fost transferat comunei Crovu. În 1968, comunele au revenit la județul Dâmbovița, reînființat, dar comunele Pitaru și Românești au fost desființate și incluse în comuna Potlogi; tot atunci, satul Nucești a fost desființat și comasat cu satul Pitaru.

## Monumente
- Monumentul eroilor români din Războiul de Independență, opera sculptorului Aristide Iliescu, a fost dezvelit în anul 1910. Monumentul, amplasat lângă Consiliul Popular, are o înălțime de 5,40 m și reprezintă un soldat (vânător) în poziție de marș.[19]